# F1 Challenge ’99-’02

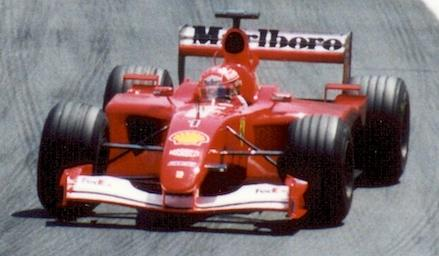
Bolid Ferrari F2001 znajdujący się na okładce gry

F1 Challenge ’99-’02 – symulator wyścigów Formuły 1 należący do serii F1 autorstwa firmy EA Sports. Pozwala na uczestniczenie w zawodach w sezonach: 1999, 2000, 2001 oraz 2002. Gra jest na oficjalnej licencji „Formula One Administration Limited”.
Gra została wydana na komputery osobiste oraz konsole PlayStation 2 i Nintendo GameCube pt. F1 Career Challenge.

## Rozgrywka
- W grze do wyboru jest tryb "kariery" tzn. mistrzostwa[1].
- 14 zespołów[1].
- 44 bolidy[1].
- 34 kierowców[1].

## Tryby gry jednoosobowej

### Rozgrywka
Gra jest połączeniem symulatora i gry wyścigowej arcade.
W grze gracz może wcielić się w każdego kierowcę z konkretnego zespołu z danego sezonu.
Gracz ma trzy opcje rozgrywki:
- Wyścig – udział w dowolnym wyścigu
- Mistrzostwa – udział w dowolnym sezonie mistrzostw świata Formuły 1, które zostały zawarte w grze.
- Testy – testy bolidu na wybranym torze, w tym trybie jest mierzony czas okrążenia, oraz licznik przejechanych okrążeń danego toru w statystykach gracza.

### Sezony
W grze do wyboru są cztery sezony 1999, 2000, 2001 oraz 2002.
Każdy sezon jest niezależny od siebie, gdy gracz przejdzie wybrany sezon może przeskoczyć kolejne i wybrać dowolny sezon.

### Ustawienia bolidu
W grze można dostosować bolid według potrzeb gracza, a także skorzystać z ustawień domyślnych. W bolidzie można ustawić wysokość zawieszenia, wielkość chłodzenia hamulców, promień skrętu, blokadę dyferencjału, stabilizator poprzeczny, podział siły hamowania, oraz możemy rozłożyć wagę bolidu.

### Pogoda i opony
W grze udostępniono możliwość zmiany pogody. Można wybrać czy podczas wyścigu ma być słonecznie, pochmurno, padać deszcz, przejść monsun. Można wybrać opcję "zmienne warunki pogodowe", wtedy pogoda będzie zmieniała się niezależnie od gracza.
Do wyboru jest kilka rodzajów opon. Są to opony twarde, miękkie, pośrednie, deszczowe oraz opony przeznaczone na jazdę podczas monsunu.

### Flagi i kary
W grze występują flagi, Czarno-biała szachownica (sygnalizuje koniec wyścigu lub kwalifikacji), żółta (oznacza niebezpieczeństwo na torze), niebieska (wyświetlana jest gdy gracz jest dublowany w wyścigu lub nie jedzie okrążenia pomiarowego w kwalifikacjach, a ma za sobą inny bolid, który wykonuje okrążenie pomiarowe) oraz czarna (oznacza, że gracz został zdyskwalifikowany).
W grze gracz może zostać zdyskwalifikowanym za falstart, za przekroczenie prędkości w boksach a za nieprzestrzeganie niebieskiej flagi w wypadku dublowania jest kara przejazdu przez aleję serwisową.

### Efekty specjalne
W grze istnieją samochody obsługi technicznej, kibice na trybunach, śmigłowce stacji telewizyjnych, gdy gracz zjedzie do boksu pojawiają się mechanicy tankujący paliwo i wymieniający opony w bolidzie.

## Tryby gry wieloosobowej
Komputery osobiste:
Liczba graczy od 1 do 8.
- LAN
- Internet

PlayStation 2:
Liczba graczy od 1 do 2.
- Split screen

Nintendo GameCube:
Liczba graczy od 1 do 2.
- Split screen